# Aldo Manuzio
Aldo Manuzio (Sermoneta o Bassiano, 1449 — Venècia, 5 de febrer de 1515) va ser un humanista i impressor italià, fundador de la Impremta Aldina. El seu nom en italià era Teobaldo Mannucci, però és més conegut per la forma llatina del seu nom, Aldus Manutius i per la italiana derivada d'esta: Aldo Manuzio.

## Els primers anys
Va nàixer a la ciutat de Bassiano, que per l'època del seu naixement pertanyia als Estats Pontificis. Va rebre una generosa educació: va estudiar llatí i grec a Roma i Ferrara, respectivament, sota la tutoria de Battista Guarino. L'any 1482 va anar a viure a la ciutat de Mirandola amb el seu vell amic i company d'estudis Giovanni Pico i hi va passar dos anys, perfeccionant els seus estudis de literatura grega. Quan Pico es va traslladar a Florència, va deixar en mans de Mancucci la tutoria dels seus nebots Alberto i Lionello Pio, prínceps de Carpi; poc temps després, el príncep Alberto Pio va proporcionar a Aldo terres a Carpi i els fons necessaris per iniciar un taller d'impressió.

## La literatura grega
Una de les ambicions de Mannucci era evitar que les obres de la literatura grega caigueren en l'oblit o la pèrdua física, raó per la qual les va convertir en els seus principals projectes d'edició. En l'època, només quatre ciutats italianes compartien l'honor d'haver publicat obres mestres de la literatura grega: Milà, amb la gramàtica de Làscaris, Esop, Teòcrit, un Salteri grec i Isòcrates, publicades entre 1476 i 1493; Venècia amb l'Erotemata de Crisolores publicat l'any 1484; Vicenza amb les reimpressions de la gramàtica de Constantí Làscaris i l'Erotemata de 1488 i 1490 respectivament; i finalment, la ciutat de Florència amb l'Homer imprès per Lorenzo di Alopa l'any 1488. D'aquests treballs, només el Teòcrit i l'Isòcrates publicats a Milà i l'Homer florentí eren clàssics grecs.

## Trasllat a Venècia
Mannucci va seleccionar la ciutat de Venècia com el lloc més adequat per a desenvolupar la faena de casa a causa del fet que a Venècia es trobaven gran quantitat de refugiats del caigut Imperi Romà d'Orient, i allí es trobaria amb un gran nombre de llibres romans d'Orient valuosos, a més de persones que podrien revisar els seus textos. El seu principal objectiu era recuperar i posar fora de perill llibres clàssics que corrien el risc de desaparèixer. Així, s'hi va establir l'any 1490, començant a treballar durant cinc anys al taller impremta de Jenson amb la finalitat de dominar els aspectes tècnics. Poc temps després va brindar al món les edicions d'Hero i Leandre de Museu la Galeomyomachia, i el Salteri grec. Aquests primers llibres no estan datats, però sens dubte són les edicions més antigues tretes per la impremta Aldina i són considerats com «els precursors de la biblioteca grega».
Els estalvis obtinguts no eren suficients per a obrir una impremta, així que va recórrer al príncep Alberto Pio i va aconseguir que eixe li finançara l'equipament de la impremta al complet. El seu objectiu era expandir la cultura a un espectre social ampli i que aquelles persones que tingueren inquietuds culturals i pocs recursos econòmics, pogueren accedir a comprar importants obres antigues ben editades.
En establir-se definitivament a Venècia, el grec va ser l'idioma en el qual va treballar principalment, encara que posteriorment va fer edicions llatines. Al principi ell mateix tractava d'aconseguir exemplars grecs i en realitzava el treball filològic corresponent.
A mesura que la impremta anava tenint cada vegada més èxit, l'any 1500, Mannucci es va envoltar d'un «exèrcit» d'estudiosos grecs i componedors de text als quals va anomenar Aldi Neakademia. Les instruccions als encarregats d'empastar els llibres i als caixistes es donaven en grec i el prefaci de totes les seues edicions s'escrivien en esta llengua. Van revisar manuscrits, van llegir proves d'impressió i li van donar a Manucci models de cal·ligrafia grega per a fondre tipus d'est alfabet. Sense comptar els artesans emprats en les faenes del seu taller, Manucci va mantindre almenys una trentena d'estos assistents grecs dins de la seua família. La seua energia, així com la indústria editorial d'aquell temps, era incessant. La primera obra que va aconseguir imprimir en grec va ser l'Erotemata de Constantí Làscaris, que era una gramàtica grega. L'any 1495 va produir el primer volum de l'edició d'un llibre d'Aristòtil. Quatre volums més van ser completats entre 1497 i 1498. Nou comèdies d'Aristòfanes es van publicar en 1498. Tucídides, Sòfocles i Heròdot van ser els següents llibres publicats l'any 1502; l'Hellenos de Xenofont i un llibre d'Eurípides 1503 i Demòstenes en 1504. Arribant a publicar un total de 30 edicions gregues.

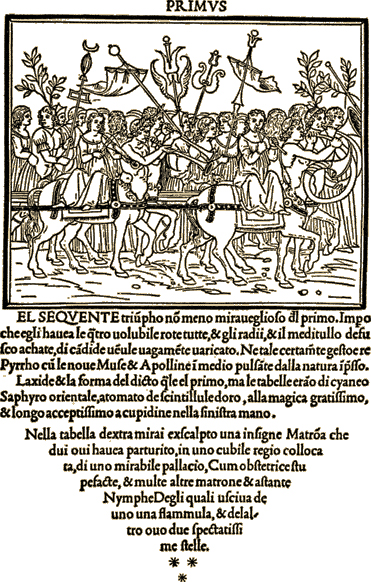
Pàgina del Hypnerotomachia Poliphili de Francesco Colonna, edició impresa per Aldo Manuci (Venècia, 1499).

Els problemes d'Itàlia, que oprimien durament la ciutat de Venècia, van detindre els treballs de Manucci durant un temps. Va ser l'any 1508 quan va reprendre la seua sèrie amb una edició dels oradors grecs, i el 1509 va publicar els treballs menors de Plutarc. Després d'açò hi hagué una altra interrupció motivada per la guerra de la Lliga de Cambrai (1508-1516). L'any 1513 reapareix amb una edició de Plató, que dedicà a Lleó X en un prefaci eloqüent i sincer comparant les misèries de la guerra i els enemics d'Itàlia amb els objectes tranquils i sublims de la vida de l'estudiant. L'any 1514 va continuar amb Píndar, Hesiqui i Ateneu.
Esta és la llista de treballs principals de Manucci sobre literatura grega. Més tard els seus successors van continuar la seua faena publicant les primeres edicions de Pausànies, Estrabó, Èsquil, Galè, Hipòcrates i Longí. Hi havia altres impremtes a Itàlia, i Manucci va utilitzar les seues edicions dels clàssics, publicades a Florència, Roma o Milà, dedicant-se a acarar-los amb els còdexs i a corregir-ne els textos.
La faena de la Impremta Aldina pel que fa als clàssics llatins i italians també va ser remarcable. El primer que va editar fon De Aetna, de Bembo, seguit de Gli Asolani, del mateix autor, la col·lecció de textos de Poliziano, l'Hypnerotomachia Poliphili (Somni de Polifil), la Divina Comèdia de Dant, els poemes de Petrarca, una col·lecció de poetes llatins de l'època cristiana, les cartes de Plini el Jove, els poemes de Pontano, l'Arcadia de Sannazaro, Quintilià, Valeri Màxim i els Adagia d'Erasme, bé en primeres edicions o amb una bellesa dels tipus i del paper mai no aconseguida amb anterioritat, entre els anys 1495 i 1514. Per a eixes publicacions Mannucci va utilitzar la tipografia que du el seu nom. Es diu que va ser copiada de l'escriptura pròpia de Petrarca, i gravada sota la direcció de Francesco Griffo.
Mannucci va portar a terme una faena molt important realitzant el major nombre d'edicions príncep de l'època (consistien en la primera edició que es feia partint de llibres manuscrits antics). En total, va realitzar 28 edicions príncep. Per fer-les, havia d'aconseguir diversos manuscrits del mateix llibre; després d'açò, es comparaven, s'estudiaven tots en profunditat i se n'obtenia la versió que es considerava més encertada i que no contenia errors.
L'any 1499, Mannucci es casà amb Maria, filla d'Andrea Torresano d'Assola. Andrea ja havia comprat la impremta de Nicolas Jenson, a Venècia. Els noms d'Aldo i d'Asolano es van associar en les publicacions de la impremta Aldina. Després de la seua mort l'any 1515, el seu fill Paulo (1512–1574) i posteriorment el seu net Aldo (1547–1597) van continuar amb la seua faena d'impressió.
Va contractar Francesco de Bologna, més conegut com a Griffo, com a cap d'impremta, amb la finalitat que realitzara les foses dels tipus. Griffo era un expert gravador d'encunys, i sota la supervisió de Manucio va fer tipus grecs, hebreus i va ser el primer a fondre tipus itàlics. A Manucci i Griffo es deu la creació de la tipografia bastardilla o itàlica, l'any 1501. Van estudiar la lletra que es feia en la cancelleria papal, la van regularitzar i la van sistematitzar per a fer un disseny adient a una tipografia d'impremta. Esta lletra rep el nom d'itàlica, Grifa i Aldina i totes les edicions fetes amb esta tipografia cursiva són denominades edicions Aldines. Estos tipus van sorgir per a estalviar espai en les impressions, perquè amb la cursiva entren major nombre de paraules per full. Gràcies a la itàlica, Mannuci va assolir abaratir considerablement els costos d'impressió i amb això va poder cobrir les despeses i abaratir els llibres de manera que foren assequibles per a la població. Juntament amb açò, Mannucci va disminuir el format, creant així un nou format anomenat Enchirridi forma que és aproximadament la mesura actual d'un llibre de butxaca.
Mannucci va complir els seus objectius, ja que moltes persones amb recursos limitats van poder adquirir els seus llibres i amb això va obtindre un gran èxit entre el públic i a diverses biblioteques, i va aconseguir dur la cultura a les masses. En l'època, les edicions Aldines es van posar de moda per a dur-les de viatge; passejar pel jardí mentre es llegia i va ser a partir d'este moment quan es va posar de moda el fet de llegir llibres en el llit. Estos llibres també van ser molt estimats pels estudiants per la gran qualitat científica i perquè la impressió i el paper eren impecables.
A causa del gran èxit dels seus llibres, Mannucci va continuar investigant i va aconseguir augmentar el nombre d'exemplars per tiratge. Va incrementar en 800 el nombre d'exemplars per tiratge i va assolir el miler d'exemplars per tiratge, el que va abaratir en un 50 % el cost del llibre. També va investigar sobre l'enquadernació, que al principi es realitzava principalment en pell marroquina. Esta pell anava estampada en fred i tenia temes com arabescos d'evident influència musulmana. Com a novetat mai vista fins llavors en la pell, hi va començar a estampar el tema del llibre. Amb la finalitat d'abaratir més els costos començà a estudiar llibres musulmans que empraven la peça de fusta per a subjectar les tapes. Va introduir el cartó, i li posà el cuiro damunt, la qual cosa li va permetre obtindre un llibre més econòmic, menys pesant i amb una portada més flexible.
Els llibres Aldins van a donar lloc a una gran difusió de la cultura humanística, es van fer tan populars que arribaren a sorgir-ne falsificacions. El principal centre de les falsificacions es va establir a Lió; fins a tal punt que Aldo Manucci es va veure obligat a parlar amb el govern de Venècia perquè intervinguera. El govern de Venècia va parlar amb el mateix Papa i d'esta manera es van establir unes lleis perquè únicament Manucci poguera usar la cursiva. Amb esta mesura, a Venècia es va posar fre a les falsificacions, tot i que no se'n va poder limitar l'ús a la resta del món.

## Aldí
Aldí, en femení aldina, (aldine, per la influència de l'anglès) és un adjectiu que fa referència a allò pertanyent o sota la influència d'Aldo Manuzio. Sobretot s'empra per parlar de la Impremta Aldina; però també d'un llibre aldí, una tipografia aldina o fins i tot de l'Acadèmia Aldina.
En el cas de la tipografia Aldina, s'acostuma a fer referència a la tipografia que va dissenyar per als seus llibres, també anomenada "Aldine roman". Com ja s'ha esmentat també va dissenyar tipografies per a caràcters grecs, així com també d'hebreus. No només això, sinó que podem parlar d'aportacions aldines com són la cursiva i el punt i coma; una de les característiques dels llibres aldins es que eren de petit format, comportant l'aparició de la cursiva. Encara que també es pot emprar per a totes aquelles tipografies que estan sota la seva influència com el cas de Bembo. Finalment es pot parlar de característiques tipogràfiques aldines com finalitzacions estretes, l'altura de la x ampla, entre d'altres.

## Projecte Mannucci
El nom de Aldo Mannucci ha inspirat el Progetto Manuzio , un projecte italià similar al projecte Gutenberg.